# Rue Sadi-Carnot (Vanves)
Pour les articles homonymes, voir Rue Sadi-Carnot.
La rue Sadi-Carnot est une voie publique de la commune de Vanves, dans le département français des Hauts-de-Seine.

## Situation et accès

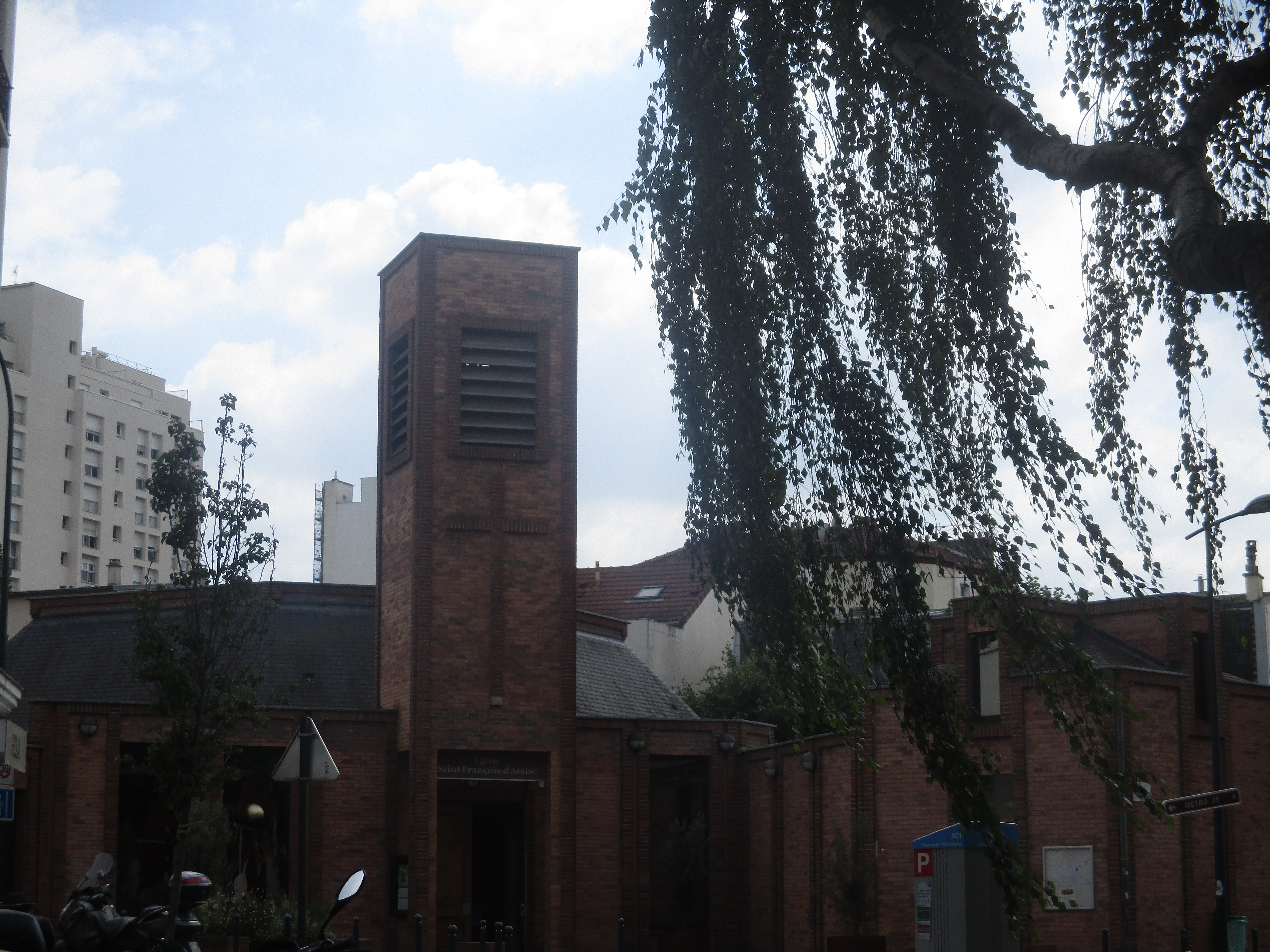
Église Saint-François-d'Assise, à l'angle de la rue Sadi-Carnot.

Cette rue part du boulevard périphérique, avant la construction duquel elle était prolongée vers Paris, au nord-est, par une avenue Sadi-Carnot.
À partir du périphérique, elle présente la particularité de passer sous un immeuble résidentiel avant de rejoindre un rond-point.
Bifurquant ensuite vers le sud-ouest, elle croise la rue Jean-Jaurès à la place du 8-Mai-1945, et passe devant l'église Saint-François-d'Assise à l'angle de la rue Gambetta.
Elle traverse ensuite le carrefour de l'avenue Pasteur et de l'avenue Marcel-Martinie, puis la rue Mary-Besseyre, et se termine au quartier Saint-Rémy à Vanves.

## Origine du nom
Cette voie de circulation a été nommée en hommage à Sadi Carnot, homme politique français.

## Historique
La rue Carnot a été la cible de bombardements de Paris et de sa banlieue durant la Première Guerre mondiale, le 30 mai 1918.
Elle est réaménagée de 2010 à 2012,.

## Bâtiments remarquables et lieux de mémoire

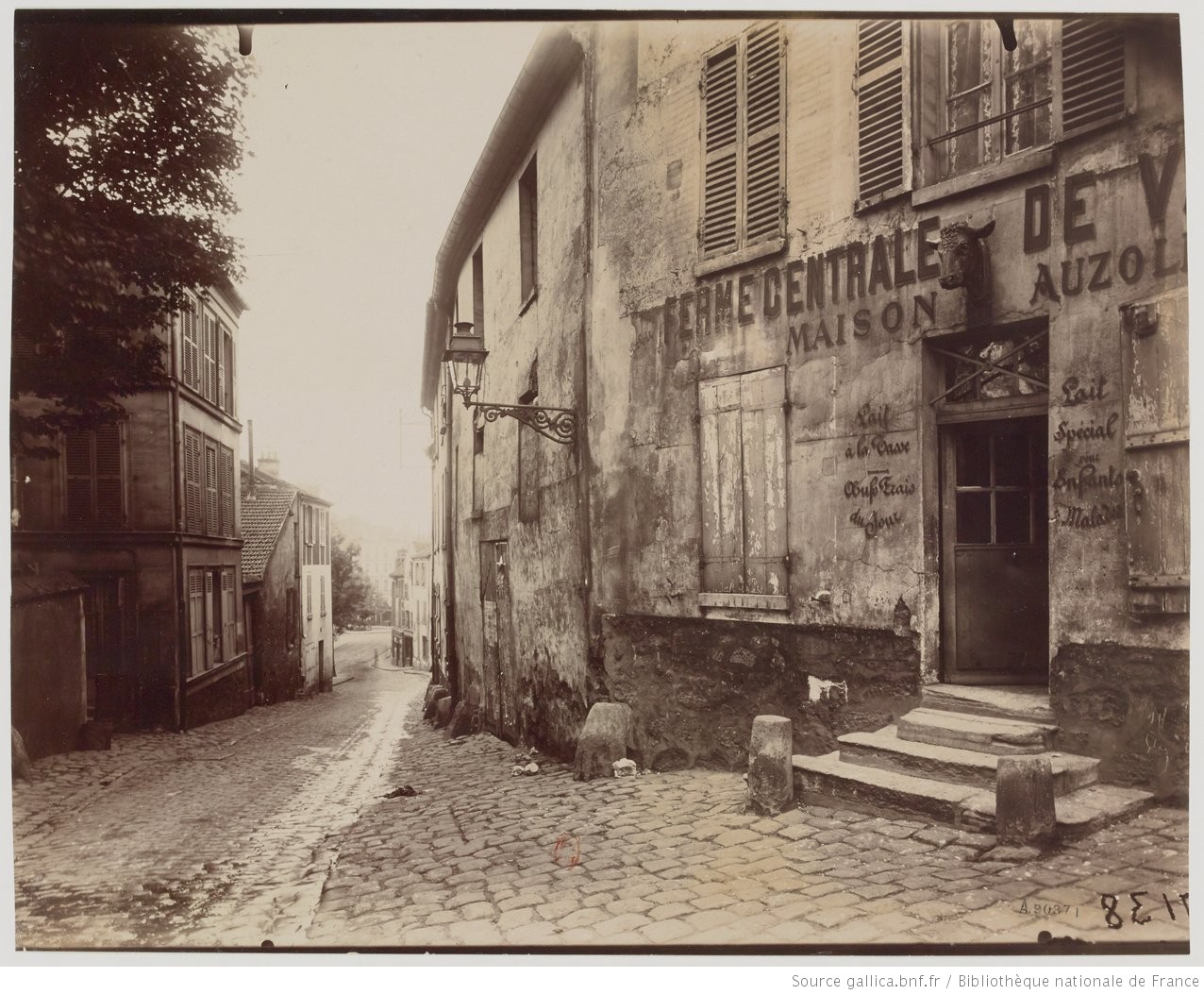
Ancienne Ferme Centrale de Vanves, Eugène Atget, années 1900.

- Elle fait partie de la série photographique de 1971, 6 mètres avant Paris[5].
- Cimetière de Vanves, ouvert en 1836.
- Église Saint-François-d'Assise de Vanves, construite en 1920, reconstruite en 1986[6].
- Théâtre de Vanves[7].
- Maison du Combattant[8].
- Sur l'immeuble au numéro 13, des détails d'éléments de clôture à caractère décoratif sont inscrits à l'inventaire général du patrimoine culturel, à la référence IVR11_20039200212XA[9].
- Ancienne Ferme Centrale de Vanves[10],[11], dernière ferme de la ville[12].